# Tornado Vermelho
Tornado Vermelho é um super-herói fictício que aparece nas histórias em quadrinhos americanas publicadas pela DC Comics .
|                          | |
| Informação de publicação | |
| Editor                   | DC Comics |
| Primeira aparição        | como Ulthoon Mystery in Space # 61 (Agosto de 1960) como Tornado Vermelho Justice League of America # 64 (agosto de 1968) |
| Criado Por               | Gardner Fox (Escritor) Dick Dillin (Artista de quadrinhos) |
| Informações na história  | |
| Lugar de origem          | Rann |
| Afiliações de equipe     | - Liga da Justiça - Sociedade da Justiça da America - Justiça Jovem - Força Primordial - Lutadores da liberdade |
| Apelidos                 | - Tornado Tyrant de Rann - Ulthoon - Campeão do Tornado - John Smith - Lois Lane - Tufão vermelho - Tapete vermelho |
| Habilidades              | - Força, durabilidade e intelecto sobre-humanos - Sentidos aprimorados - Areocinesia e manipulação do vento - Voo, invisibilidade e deflexão - Campo de força - Regeneração - Auto-sustento - Metamorfose - Cracking de computador aprimorado - Mudar da forma androide para a forma humana |

## História de publicação
Criado pelo escritor Gardner Fox e pelo artista Dick Dillin, o androide sensível Tornado Vermelho apareceu pela primeira vez em Liga da Justiça da America  # 64 (agosto de 1968). O nome Tornado Vermelho  já havia sido usado para a super-heroína cômica Ma Hunkel, que foi apresentada na All-American Comics em 1939 como personagem coadjuvante em Scribbly the Boy Cartoonist . Ela começou a usar o nome Tornado Vermelho em 1940.
O Tornado Vermelho de 1968 era um androide senciente capaz de gerar ventos com a velocidade de um tornado, permitindo-lhe voar e realizar outras façanhas relacionadas ao vento. Originalmente membro da Sociedade da Justiça da America, mudou-se para outra dimensão e juntou-se à Liga da Justiça da América . O corpo do Tornado Vermelho foi danificado ou destruído caracteristicamente. Foi reprogramado em 1981, brevemente programado com a memória de Ma Hunkel (ao invés de ser senciente) até um supervilão alienígena mais velho (o Campeão do Tornado) habitar o corpo do androide. Em um retcon de 1984, o Campeão do Tornado nunca habitou o corpo do androide. Em vez disso, o ar elemental ocupou o androide. Uma reinicialização de 2011 do universo DC Comics, The New 52, eliminou o Red Tornado da DC Comics (embora outros personagens tenham sugerido sua existência).

## Biografia de personagem fictício

### Era da Prata Tornado Vermelho

#### Campeão do tornado
O Tornado Vermelho foi formado com a fusão de duas entidades: um corpo androide criado pelo supervilão TO Morrow  e o Campeão do Tornado do planeta Rann da Terra-Um. O Campeão do Tornado foi a parte moralmente boa de um tornado consciente em Rann. Conhecido como Ulthoon, o Tornado Tyrant de Rann, este ser foi derrotado por Adam Strange  e "contemplou a natureza do bem e do mal e decidiu que o bem era a força superior". Ulthoon está ciente da aventura de Strange com a Liga da Justiça da América (LJA) e, em uma história de 1963, decide se mudar para uma réplica desabitada da Terra. Ulthoon assume a forma da Liga da Justiça. Seu lado maligno, mais tarde conhecido como Tornado Tyrant, emerge e derrota a Liga da Justiça Ulthoon. Determinado a entender seu fracasso, o Campeão do Tornado vai para a Terra (onde o Tirano do Tornado surge novamente e derrota a Liga da Justiça real). Em um segundo ataque, a Liga da Justiça bane o Tornado Tyrant para um "universo de antimatéria" e  é destruído (eles acreditam). O campeão do Tornado termina seu experimento com uma Terra e LJA duplicados e decide continuar sendo um herói. Esta história é recontada em Liga da Justiça da América # 193, onde o Tornado Champion diz ao membro do LJA Nuclear que viajou sozinho para a Terra em 1963 para "recriar" sua batalha fracassada contra o Tornado Tyrant. Depois de aprender como derrotar sua metade malvada, ele voltou para a réplica da Terra, derrotou sua metade malvada e a baniu "para sempre".
O próximo passo na evolução do Red Tornado veio no verão de 1968, embora a história não tenha sido publicada até 1981. O Campeão do Tornado, em busca de uma Terra onde ninguém o reconheça, vai para a dimensão alternativa conhecida no universo da DC Comics como Terra-Dois . Ele encontra TO Morrow, um supervilão da Terra Um que está criando um androide para usar contra a Sociedade da Justiça da América. Morrow, tentando enganar o SJA, dá ao androide Ma Hunkel a memória. O Campeão do Tornado entra no corpo do androide, causando um curto-circuito no computador de Morrow que apaga sua memória.

#### Aventuras da Sociedade da Justiça da América
Em 1968, Tornado Vermelho aparece na sede da SJA na Terra-Dois alegando ser o Tornado Vermelho "original" . Embora a SJA seja suspeito, Tornado Vermelho guarda todas as memórias de Hunkel. Morrow faz com que outros robôs ataquem um museu e vaporizem relíquias, e a SJA responde.. Tornado Vermelho, programado para parecer inepto (e impedir o SJA de perceber sua verdadeira natureza), expõe a SJA à poeira criada pela vaporização e todos, exceto o Doutor Fate, entram em coma. Em seguida, ele retorna ao covil de Morrow conforme programado. O computador de Morrow prevê que manter Tornado ativo permitirá que ele continue sua atividade criminosa. O Doutor Fate desperta os membros restantes da Sociedade de seu coma, e Tornado trai seus colegas membros, dizendo-lhes para usar as armas de energia de Morrow. Os dispositivos, preparados para explodir, colocam a Sociedade e o Tornado em coma e Morrow retorna à Terra-Um para atacar a Liga da Justiça. Ele coloca a Liga em coma duas vezes: uma vez com duplicatas de energia e uma segunda vez com duplicatas de energia de seus inimigos mais mortais. Tornado Vermelho (que não foi incapacitado pelo tiro pela culatra de energia na Terra-Dois) viaja para a Terra-Um e revive os membros da Liga, que capturam Morrow. Ele retorna à Terra-Dois e revive a Sociedade da Justiça, que o admite como membro em agradecimento.
Sem nenhuma revista em quadrinhos da Sociedade da Justiça publicada na época, as aparições de Tornado Vermelho foram limitadas a colaborações SJA-LJA. Eram populares e a DC Comics geralmente publicava uma por ano.  Tornado Vermelho apareceu novamente em 1969, viajando sozinho para a Terra-Um com um aviso. A Liga o ignora enquanto eles lutam contra uma gangue e tentam salvar Hawkman, que foi transformado em uma estátua de sal. Enquanto a Liga luta contra os demônios responsáveis, Tornado (investigando de onde eles vieram) libera um gás que restaura Hawkman. Em seguida, ele entrega sua mensagem: Aquário, uma "estrela viva", eliminou o universo Terra-Dois. Duas semanas antes, o Doutor Fate protegeu a Socieadade e o marido da Canário Negro (o detetive de polícia Larry Lance ) em uma bolha mágica. A Liga da Justiça corre para o universo Terra-Dois e se encontra na bolha do Doutor Fate. Aquarius força o SJA controlado pela mente a batalhar contra o LJA, mas seu domínio sobre eles é quebrado quando Lance se sacrifica para salvar a Canário Negro. A Liga engana Aquário para entrar em um universo de antimatéria, onde é destruído.
Na próxima colaboração, Tornado é capturado por um alienígena conhecido como Creator 2 . O Criador 2, que deseja fundir a Terra-Um e a Terra-Dois em um paraíso, usando Tornado Vermelho (que já esteve em ambas as dimensões) para "ancorar" esse esforço. Os servos do Criador 2 incapacitam vários membros Sociedade, mas as dimensões já estão se fundindo e vários membros Liga estão em coma. O Lanterna Verde  da Terra-Um e o Atomo percebem que Tornado Vermelho é controlado pelo Criador 2 . Com a ajuda de Spectre, Doctor Fate, Johnny Thunder e Thunderbolt libertam Tornado e acabam com a ameaça (embora Spectre seja dado como morto).
Tornado Vermelho tem uma missão final com a Sociedade em 1972. A Liga está sendo visitado por Homem Longo, Metamorfo, Zatanna e Mulher Maravilha quando a Sociedade pede ajuda. A Liga descobre que o Homem Nebuloso criou um punho de metal mágico do tamanho de um planeta que está esmagando a Terra-Dois. Os heróis contatam Oráculo, um super-ser com vasto conhecimento, que lhes diz que apenas os Sete Soldados da Vitória (SSV) podem derrotar Nebuloso. No entanto, ele os espalhou pelo tempo e a Liga junto à Sociedade começaram a resgatá-los. Um antigo oponente do SSV, Iron Hand (também conhecido como The Hand), está por trás do ataque do Homem Nebuloso. Quando o último dos Sete Soldados é resgatado, eles descobrem que Wing (o ajudante do Vingador Carmesim ) morreu salvando o SSV do Homem Nebuloso com uma arma secreta. A Mulher Maravilha da Liga derrota Mão de Ferro, mas o dispositivo que controla o Homem Nebulosa é destruído e ele não pode impedir a destruição da Terra-Dois. Depois que o SSV recriar sua arma, Tornado coloca o dispositivo em órbita; ele detona, matando-o. 

#### Aventuras da Liga da Justiça da América
Tornado Vermelho faz sua primeira aparição na Terra-Um em abril de 1973, um ano após a aparente morte do personagem. O Homem alongado se junta a Liga e a lidera na investigação de um grupo de homens flexíveis e parecidos com massa que estão montando uma super-arma. Vários membros são salvos por um indivíduo misterioso que acaba por ser o Tornado Vermelho. Tornado Vermelho não morreu na explosão, mas foi lançado na dimensão Terra-Um. Seu rosto estava danificado e sua memória temporariamente perdida. Ele acredita que um eremita cego remodelou seu rosto (que o lápis- lápis Dick Dillin tornou mais humano) e recuperou suas memórias depois de vários meses. Ele não pode retornar ao universo Terra-Dois. O "eremita cego" acabou sendo TO Morrow, que implantou um dispositivo em Tornado Vermelho que matará a Liga quando ele usar seu dispositivo de sinalização pela primeira vez. A Liga da Justiça descobre a trama e desativa o dispositivo, e Morrow (que só pode existir na ausência de Tornado) desaparece. Tornado tenta retornar à Terra-Dois escondendo-se no Trans-Matter Cube da Liga da Justiça (que permite viagens interdimensionais), mas sua presença faz com que eles vão para a Terra X : um mundo em que a Alemanha nazista venceu a Segunda Guerra Mundial . As duas equipes de super-heróis encontram um terceiro: os Freedom Fighters . Aprendendo que a Alemanha nazista governa o mundo com dispositivos de controle da mente, eles destroem um. Mais três dispositivos são localizados e destruídos, mas um quarto não pode ser encontrado. Enquanto a Sociedade e Liga ficam sob o controle nazista e começam a atacar os Freedom Fighters, Tornado (imune aos efeitos do dispositivo) encontra e destrói o quarto dispositivo.
Durante os próximos anos, Tornado teve uma série de aventuras com a Liga da Justiça; muitos terminam com o personagem danificado ou destruído. Em fevereiro de 1974, Tornado acidentalmente libera Eclipso supervilão alienígena da prisão dentro de Bruce Gordon e é danificado na explosão seguinte. Em "The Man Who Murdered Santa Claus!",  o velho inimigo da Liga, The Key, ameaça destruir St. Louis, Missouri . A Liga deve executar uma série de armadilhas para alcançar sua bomba; embora Tornado Vermelho seja aparentemente morto em uma das armadilhas, o Phantom Stranger o salva. Como presente de Natal, a Liga oferece a Tornado uma fantasia nova e mais colorida. Ele é novamente severamente danificado quando os adaptoides confundem a Liga com tiranos.
Red Tornado é aparentemente morto novamente em 1976, quando Nekron dá a LJA um medo extremo da morte que faz com que ele se dissolva. Nekron então ameaça destruir Midway City com uma explosão solar, ordenando que Hawkman (um dos membros mais fracos da liga) tente parar a explosão.Tornado (disfarçado de Hawkman) é destruído parando o flare, dando ao verdadeiro Hawkman e à Mulher Maravilha - que é imune ao poder indutor de medo de Nekron - tempo para evacuar a cidade, e Nekron é derrotado com uma overdose de medo intenso.
Na Terra-Um o Tornado Vermelho lentamente se torna mais semelhante ao humano, desenvolve uma personalidade distinta e adota o nome de John Smith . Ele se torna professor, conhecendo (e começando a gostar) da conselheira de empregos Kathy Sutton.

#### Construct
Um vilão da Liga da Justiça composto de rádio e outras ondas eletromagnéticas, Construct, apareceu nos quadrinhos da Liga da Justiça da América em 1977. No início da primeira história envolvendo Construct, ele é aparentemente derrotado pelo Atomo. Construct permanece vivo, entretanto, e passa a residir no satélite da Gangue da Injustiça. Apesar de reformar a Gangue da Injustiça,  Liga os derrota e destrói o satélite, mas não sabe que Construct controlava os supervilões.
Tornado reaparece no final de Liga da Justiça da America # 145, aparentemente trazido de volta à vida com Hawkman e Superman pela morte do Conde Crystal. Quando testado pelo Superman, no entanto, Tornado ataca seus camaradas. Quando o satélite Injustice Gang explode, Construct foge para o corpo de androide mais próximo: os restos orbitantes de Tornado Vermelho. Derrotado por Gavião Negro e Mulher Gavião, Construct deixa o corpo de Tornado. Remontado, Tornado Vermelho revive e se junta à Liga da Justiça. Embora a maioria dos membros pensem que ele ainda está sob o controle de Construct, Canario Negro, Mulher Gavião e Mulher Maravilha o apoiam. Tornado Vermelho enfrenta Construct, e enquanto eles estão travados em uma batalha de vontades, a Mulher Maravilha ativa a tecnologia amazônica que interrompe Construct.
Construct se torna o inimigo de Tornado Vermelho, desempenhando um papel importante em uma história de 2005, ajudando a Liga da Justiça a derrotar os Armadores de Qward, o Devorador de Terra Void Hound e o Sindicato do Crime da América . Uma parte do Construct (fundido com o Void Hound) ajudou a salvar a Enigma, reencarnou a filha de Engima e ajudou o anti-herói a lutar contra o Sindicato do Crime da América .

#### Aventuras posteriores da Liga da Justiça
Tornado ajuda a Liga a derrotar o Czar das Estrelas. O ex- Manhunter Mark Shaw adota uma nova identidade heróica, o Corsário com temática de pirata. Doctor Light derrota a Liga, mas o Czar libera a Liga porque ele vê Light como um competidor. Snapper Carr é revelado como o Czar da Estrelas, apoiado pela Liga da Justiça inimigo da Chave. A Chave, derrotada, tem uma deformidade física eliminando-o como o Czar das Estrelas. Tornado usa sua memória robótica para demonstrar que Shaw desapareceu durante os momentos cruciais da aventura, e Shaw é desmascarado como o Czar das Estrelas.
Tornado conhece sua futura filha adotiva, Traya, em Liga da Justiça da America Vol. 1, # 152 (março de 1978) depois de encontrar um orbe alienígena poderoso e ganhar superpoderes. Ele e Phantom Stranger salvam a Liga dos deuses oceânicos em Liga da Justiça da America # 157 (agosto de 1978).Tornado Vermelho auxilia o novo membro, Zatanna, a localizar sua mãe, Sindella, no enredo multi-problema "Homo magi " em 1979 (quando ele está gravemente ferido). Enquanto se recuperava, ele é atacado pela Sociedade Secreta de Super-Vilões e é derrotado duas vezes: uma pelos próprios vilões e novamente pelos vilões cujas mentes são de outros membros da Liga. Tornado Vermelho é julgado no Tribunal Mundial por violações de direitos humanos por Ultraa, que é manipulado pelo alienígena conhecido como Supercomplexo; Ultraa termina o julgamento ao saber que está sendo enganado.
Em DC Comics Presents # 7 (março de 1979), Tornado Vermelho salva o mundo dos Armadores de Qward . Os Qwardians capturam Superman e o levam para Qward, onde pretendem usar seu corpo kryptoniano como uma lente para concentrar os raios Q e imobilizar os habitantes da Terra antes de invadir o planeta. Tornado Vermelho, imune por causa de sua natureza androide, rastreia os raios Q até sua fonte na dimensão Qward e libera Superman ao concentrar muita energia Q através do corpo do Homem de Aço (fechando a fenda entre as dimensões).
Apesar de seu sucesso em salvar a Terra,Tornado se demite da Liga em Liga da Justiça da América # 175 (fevereiro de 1980) após decidir que não é confiável em combate. Ele se torna o pai adotivo de Traya e retoma seu relacionamento com Kathy Sutton. O antigo inimigo da LJA, Doutor Destiny, escapa da prisão e causa estragos ao materializar os pesadelos das pessoas; Tornado Vermelho derrota seu próprio demônio dos sonhos e impede o vilão. Sua confiança foi restaurada, ele se juntou à Liga (que novamente derrotou o Doutor Destino). Tornado Vermelho é um dos dois membros da liga que descobrem que Starro voltou. Embora Starro domine as mentes de milhões de pessoas na cidade de Nova York (incluindo a maioria da Liga da Justiça) com pequenas duplicatas de si mesmo, a mente androide de Red Tornado não é afetada e ele causa um apagão em toda a cidade, privando Starro da energia necessária para dominá-lo. muitas pessoas.
Em Justice League of America Vol. 1, # 192 (julho de 1981), Tornado Vermelho ataca seus companheiros da liga sem avisar; depois de ferir gravemente vários, ele é destruído. Um segundo Tornado Vermelho também ataca e é destruído. Os androides eram duplicatas criadas por TO Morrow, depois de seu desaparecimento em LJA # 106, que usa um programa para invocar o verdadeiro Tornado Vermelho. Morrow desenvolveu um dispositivo para roubar tecnologia do futuro, incluindo um supercomputador que o ensinou a construir um dispositivo "humaniztron" para tornar o Tornado Vermelho sensível e capaz de destruir a Sociedade. No entanto, o computador não prevê que Tornado se tornará independente e Morrow será derrotado. Ele foge para a Terra-Um, onde o supercomputador prevê que ele "desaparecerá" em 28 dias se a Liga da Justiça não for destruída. Quando o Tornado Vermeho danificado também cruza dimensões e cai na terra perto do esconderijo de Morrow, ele novamente tenta, sem sucesso, programá-lo para destruir a Liga da Justiça.
Morrow revela que o supercomputador previu erroneamente sua morte. Quando Morrow não morre ao final do período de 28 dias, o computador usa a tecnologia do futuro na tentativa de desmaterializá-lo. A programação defeituosa divide Morrow em dois seres; um (o "original" Morrow) se materializa em um mundo estranho, onde ele descobre um dispositivo semelhante a um cetro que lhe permite controlar o ecossistema do planeta. Ele sequestrou a esposa de Atomo, Jean Loring ; a esposa do Flash , Iris West, e Linda Danvers (Supergirl), transportando-as para este mundo na esperança de atrair o Atom e o Flash. Embora Morrow derrote Atomo e Flash, ele não contava com a presença de Supergirl e é derrotado.
O outro Morrow permaneceu na Terra. Essa versão, que Morrow acreditava ser uma versão futura de si mesmo (conhecida como Future Man), era uma mutação. Ele tentou mudar de ideia e assumir o controle do corpo de Tornado Vermelho. Tornado inverteu a chave, e o Homem do Futuro matou uma de suas mutações.  Após a morte do Homem do Futuro, o Morrow original escapou da prisão, consultou seu supercomputador e descobriu como ele havia sido dividido em dois. Com a ajuda do computador, ele tentou determinar que falha permitiu que Tornado Vermelho se tornasse independente e concluiu que uma força externa era a responsável.
Em Justice League of America # 193 (agosto de 1981), Aquaman descobre o esconderijo de Morrow e quase é morto quando Morrow usa seu cetro alienígena. Morrow tenta dissecar Tornado para descobrir a influência externa e libera o Campeão do Tornado Tyrant no androide. Tornado Tyrant derrota a LJA, exceto Nuclear. o Campeão do Tornado conta a Nuclear sobre como ele e seu alter ego se fundiram com o androide Tornado Vermelho, e Nuclear substitui os dois seres sencientes no corpo do androide. Tornado desperta, e apenas Nuclear conhece sua verdadeira natureza. Sua origem dupla não é totalmente revelada até que Morrow o recapture para aprender como ele se tornou senciente. Quando Morrow abre Tornado Verelho, Campeão do Tornado  e Tornado Tyrant saem do corpo; o Tirano nunca havia realmente deixado o Campeão. Depois de uma batalha com a Liga,Tornado Vermelho é remontado por Nuclear ; o Tyrant e o Campeão são devolvidos ao androide com suas memórias apagadas.
A amizade de Tornado com Nuclear se aprofunda em Fury of Firestorm # 4 (setembro de 1982), quando a supervilã Nevasca congela a cidade de Nova York. Seu domínio sobre a realidade é fraco, Nevasca exige ser rainha de Nova York com o astro de cinema Curt Holland, seu consorte.A Liga chega para ajudar, mas Nuclear os repele. Indo para o satélite LJA, Nuclear revela suas identidades secretas como o adolescente Ronnie Raymond e o físico de meia-idade Martin Stein . Enquanto Stein trabalha em um dispositivo para descongelar a cidade,Tornado Vermelho leva Ronnie para Hollywood e Holanda os rejeita; Nuclear mais tarde traz Holland para Nevasca em Nova York. Holland é Tornado Vermelho disfarçado, o único membro da LJA imune a seu toque congelante.Tornado usa uma unidade congelante escondida em seu peito para imobilizar Nevasca, e eles trabalham juntos para descongelar a cidade.

#### Anos finais
Tornado Vermelho descobre para onde o corpo de Larry Lance foi trazido e a origem secreta da Canário Negro em Justice League of America # 219 (outubro de 1983) e Justice League of America # 220 (novembro de 1983), e descobre que ele é um dos poucos heróis que podem derrotar o supervilão imitador de poder Paragon em Justice League of America # 224 (março de 1984). No rescaldo da guerra Marte-Terra, Aquaman dissolve a Liga da Justiça. Ele o reforma, limitando-o aos membros que desejam se dedicar em tempo integral aos negócios da LJA; Tornado Vermelho não está entre eles.
Antes do enredo cruzado de vários títulos de 1985-1986 " Crise nas Terras Infinitas ", Tornado Vermelho teve sua última aventura como John Smith; Construct mais tarde enfrentou Tornado Vermelho em sua primeira minissérie. Na série limitada, o Construct domina o mundo, fazendo uma lavagem cerebral em todos com as emissões de energia de objetos eletrônicos..Tornado Vermelho tenta resistir o máximo que pode, visto que não pode sofrer uma lavagem cerebral, e derrota Construct em um mundo virtual composto de partículas eletromagnéticas.

#### Crise nas Terras Infinitas
Tornado Vermelho faz suas aparições finais em sua forma original na minissérie Crisis on Infinite Earths. De acordo com livros publicados pela DC Comics, o multiverso foi criado quando um cientista alienígena chamado Krona tentou interferir na criação do universo. Uma personificação do poder do universo Terra-Um, o quase todo-poderoso Monitor, descobriu que uma versão de antimatéria (o Anti-Monitor ) vivia no universo Qward. Quando um cientista chamado Kell Mossa (mais tarde conhecido como Pária ) destruiu sua dimensão, o Anti-Monitor se tornou mais poderoso que o Monitor; isso levou o Monitor a começar a reunir os maiores heróis e vilões de sua galáxia para ajudar sua causa. O assistente do Monitor, Harbinger, foi possuído por um dos demônios das sombras do Anti-Monitor; ela mata o Monitor enquanto grupos de heróis se espalham pelo espaço e tempo para ligar dispositivos ("diapasões cósmicas") que o Monitor colocou para impedir que a onda de antimatéria que avança destrua o multiverso.
Tornado Vermelho faz sua primeira aparição em Crisis on Infinite Earths # 4 (julho de 1985). O Psycho-Pirate foi afastado de sua missão para proteger um diapasão cósmico, e Tornado Vermelho e o Flash são teletransportados de forma semelhante. O Anti-Monitor os sequestrou e transforma o corpo de Tornado Vermelho em uma arma, dizendo a ele que ele é mais do que uma máquina e ainda mais do que um homem (o que Tornado não entende). Sob o controle do Anti-Monitor, ele destrói em grande escala a Terra Um e a Terra Dois (que foram temporariamente salvas da destruição) antes de ser dilacerado por vários heróis. Supergirl fere gravemente o Anti-Monitor e destrói a máquina que estava rasgando os universos restantes antes de morrer. Tornado Vermelho aparece novamente em Crisis on Infinite Earths # 8 (novembro de 1985), quando Nuclear, o Atomo e o Blue Devil trazem seus restos mortais para o satélite da Liga da Justiça e trazem TO Morrow para consertá-lo. Uma bomba dentro do Tornado Vermelho explode, destruindo o satélite.
No entanto, Tornado Vermelho ainda está vivo nos destroços do satélite. No Justice League of America Annual # 3 (agosto de 1985), ele se conecta ao computador LJA ainda em funcionamento para aprender mais sobre si mesmo. Um raio de energia envia os destroços para a Terra (onde o Martian Manhunter encontra a cabeça de Tornado Vermelho), mas Red Tornado envia sua consciência para um satélite de controle meteorológico Laboratórios Star. Reunindo energia para se dar forma física, ele usa os satélites para causar estragos na Terra. A LJA destrói os satélites um por um, eventualmente libertando o agora corpóreo Campeão do Tornado.Tornado Vermelho tenta contatar Kathy Sutton com vários dispositivos eletrônicos. A Liga a traz para o Campeão, que diz que agora ele tem o poder de refazer mundos. Kathy o convence de que ele precisa ser mais humano para ser aceito. Embora ele pareça acreditar em Kathy, um ataque do Superman o irrita e ele parte para o universo. A Crise nas Terras Infinitas termina quando o Espectro confronta o Anti-Monitor no momento em que Krona cria o multiverso; Darkseid e o Earth-Two Superman então destroem o enfraquecido Anti-Monitor.

### Pós-crise

#### Elemental do ar
Embora a origem androide do Tornado Vermelho permanecesse quase a mesma após a crise, ele nunca mais foi o Campeão do Tornado; ele era um elemental do ar, criado por Maya (o espírito da Terra) para proteger o meio ambiente. Como outros elementais como Swamp Thing, este espírito precisava ter um hospedeiro humano. O hospedeiro era para ser o filho bebê do Professor Ivo, mas o menino morreu muito jovem e o elemental entrou em um corpo de androide criado por Ivo.

#### A Guerra Elemental
A poluição do ar tem um efeito adverso no Campeão Tornado-Tornado Vermelho, deixando-o meio louco e em conflito com Naiad contra Tempestade de Fogo e a Coisa do Pântano em "A Guerra Elemental". Nuclear acalma os dois e cria uma nova carroceria para o Tornado Vermelho. O novo corpo é imperfeito e ele começa a funcionar mal. Sua humanidade está quase perdida, pois ele parece cada vez mais danificado, sujo e defeituoso. Durante um período de mau funcionamento quase total, Tornado é um membro dos Leymen . Ele experimenta espasmos e espasmos enquanto se move, sons de engrenagens e mecanismos com defeito emanam de seu corpo e ele fala em um tom monótono mecânico, hesitante e sem emoção. Durante sua associação com os Leymen, a personalidade Tornado original ressurge com suas emoções e humanidade. 

#### Justiça Jovem
Tornado Vermelho passa o tempo, silencioso e imóvel, na sede vazia da Liga em Happy Harbour, Rhode Island, sentindo-se isolado da humanidade. Quando Robin, Superboy e Impulse têm uma festa do pijama lá, o comportamento de Impulse revive o Tornado Vermelho e o tranquiliza de que ele não está tão distante da humanidade quanto pensava, embora tenha percebido que os três o estavam incomodando.
Recuperando suas habilidades para se mover e se comunicar,Tornado restabelece suas conexões com a Liga da Justiça e a comunidade de super-heróis. Ele aconselha a Justiça Jovem, auxiliando-os em suas missões quando necessário, e é um membro auxiliar da LJA. Tornado Vermelho tenta se reconciliar com sua esposa, Kathy Sutton. Embora ele não tenha sucesso total, sua filha adotiva Traya aceita Tornado Vermelho independentemente de sua aparência ou estado de conservação. Por causa do apego de Traya, Kathy permite a visita e contato regulares do Tornado. Ele não retorna à sua identidade de John Smith, mas atua como o pai adotivo de Traya em sua identidade super-heróica-robótica, mesmo depois que um tribunal tentou negar-lhe o acesso depois que Kathy foi deixada em coma e o Tornado foi considerado como não tendo mais direitos legais do que uma máquina padrão, Tornado recuperou sua posição legal como pai de Traya quando oficiais do governo restauraram sua autoridade legal em troca de sua ajuda em uma crise (Tornado admitiu que ele os teria ajudado de qualquer maneira, mas aceitou a oferta porque era prático)..Tornado Vermelho também ajuda na derrota de Brainiac 13 pelo Superman; quando Brainiac assume o controle dos heróis robóticos até que eles sejam desligados por um pulso eletromagnético gerado por Lex Luthor em um traje de batalha Kryptoniano roubado, Kelex (robô fortaleza do Superman) reativa Tornado Vermeho para usar suas habilidades de manipulação do vento para quebrar Brainiac 13 em seu componente e prendê-lo no traje de batalha de Luthor. 

#### Crise de consciência
Após a minissérie Crise de Consciência da DC, Tornado Vermelho é atacado pelos membros sobreviventes da Sociedade Secreta de Supervilões original e seu corpo é destruído antes que a Liga chegue. Batman traz seus restos mortais para a Batcaverna e constrói um corpo androide atualizado. Quando a Liga é atacada por Despero, Tornado Vermelho ajuda a derrotá-lo, já que ele é imune à telepatia de Despero e ao controle da mente. 

#### Crise infinitae52
Tornado Vermelho é recrutado por Donna Troy para lutar contra a ameaça no espaço durante a Crise Infinita . De acordo com uma conversa entre Doc Magnus e seu criador, TO Morrow, em 52, Red Tornado se sacrifica durante a Crise. A resposta de Morrow à notícia é perguntar quantas vezes o Tornado morreu e ele alude ao Inferno Vermelho, outro androide que ele criou.
Durante a quinta semana do evento 52, após os outros heróis serem transportados de volta para a Terra em Uluru, o alto-falante do Tornado (embutido no peito de Mal Duncan ) reproduz uma mensagem de aviso para seus camaradas: "Está chegando! 52! 52! " .
Doze semanas depois, o Tornado (agora em pedaços) é transportado de volta para a Terra com os outros heróis e esquecido pela equipe de busca. Consciente, mas incapaz de dizer nada além de "52", o Tornado é descoberto por um grupo de jovens aborígines no interior australiano . No final da semana 21, ele está sendo remontado com peças de automóveis por um mecânico australiano. Com defeito, mas capaz de acessar seus poderes psicocinéticos, na semana 28 ele é derrotado por um grupo de policiais da Intergang que expulsam uma tribo de aborígines de sua favela. Desmontada e destruída, sua cabeça se torna parte de uma escultura de arte contemporânea. TO Morrow compra sua cabeça, na esperança de descobrir seus segredos. Enquanto Morrow é usado como isca para prender Mr. Mind, a cabeça de Red Tornado cai nas mãos de Rip Hunter e Hunter combina sua cabeça com seu próprio Time Bubble para navegar até o universo restaurado. 

#### Um ano depois
Um ano depois, o corpo androide de Tornado Vermelho é reparado. Kathy Sutton passa um tempo com ele, conversando com Platinum, pensando que ela já fez isso sete vezes antes e esperando que John volte ao seu corpo. Sua alma entra em um corpo humano oferecido por Felix Faust, posando como Deadman . Quando a Liga da Justiça da América o chama de volta como membro, John Smith retorna como um ser humano. Ele tem os mesmos poderes do vento que sua forma robótica, mas não tem a resistência e a resiliência de seu corpo androide.
Seu corpo androide é roubado do laboratório de Will Magnus pelo Doutor Impossível . Magnus notifica Tornado Vermelho, que sai para encontrar seu corpo androide roubado. Arsenal (mais tarde conhecido como Arqueiro Vermelho), Canario Negro e Lanterna Verde se juntam à busca, rastreando um farol plantado por Magnus no corpo androide do Tornado Vermelho. Eles rastreiam o sinal até uma base remota da montanha e confrontam o Professor Ivo, que recuperou sua aparência humana e lança um enxame de androides Tornados ativados contra eles. Depois que os androides são derrotados e Tornado Vermelho chega, é revelado que isso foi orquestrado por um ressuscitado e inteligente Solomon Grundy .
Grundy admite que foi o mentor do plano de colocar Tornado Vermelho em uma concha humana com o objetivo de incapacitá-lo e, lentamente, roubar sua saúde e aerocinese, embora um acidente tenha deixado Tornado manter seus poderes em sua forma enfraquecida. Grundy tem o corpo do androide Tornado Vermelho infundido com objetos superpoderosos e um dos chips Amazo de Ivo, criando uma concha invencível para abrigar sua alma para que ele nunca possa morrer novamente. Os heróis e outros perseguem o androide Tornado-Amazo, que (pensando ser John Smith) foi ver sua família. Enquanto eles partem, Grundy mantém o agora fraco humano Tornado Vermelho separado em uma tentativa de matá-lo. Tornado, que não é mais páreo para a força sobre-humana de Grundy, é espancado e mutilado. Apesar de seus ferimentos, no entanto, ele convoca ventos que quebram Grundy como uma árvore.
A forma Amazo é desacelerada pela tecnologia de Apokoliptian dada a Kathy Sutton por Big Barda (depois de tragédias recentes, A Liga havia armado seus entes queridos), e os heróis o neutralizam. Morrendo, ele pede a sua esposa para reconstruir o androide Tornado Vermelho e permitir que ele retorne. Zatanna levanta o feitiço que prende sua alma, permitindo que Tornado Vermelho habite novamente sua concha de androide em sua "morte". Embora ele possa manter os aprimoramentos de Ivo,Tornado se despoja de todos os aprimoramentos e se junta à Liga da Justiça da América com seus poderes habituais. Desde que voltou ao seu corpo robótico,Tornado começou a se comportar de forma estranha - perdendo o controle de seus poderes e quase matando Arsenal. Ele se torna cada vez mais frio e distante de seus amigos e familiares, agindo mais como uma máquina do que como um ser senciente.
Após a batalha da equipe com a Liga da Injustiça, o corpo de Tornado Vermelho é seriamente danificado  e sua consciência é colocada no sistema de computador do Hall da Justiça. Quando seus sentimentos voltam lentamente, ele avisa que um salto para um novo corpo hospedeiro pode danificar sua alma; mesmo que a nova concha de Magnus imite um corpo humano, suas habilidades computacionais são inferiores à sua mente cibernética. No entanto, ele aceita o acordo para uma nova chance de vida com sua família.
A Liga da Justiça, chamando Zatanna e John Henry Irons, inicia a transferência. Amazo, ainda presente no corpo anterior de Tornado Vermelho como um programa adormecido, aproveita os processos de autorreparação, luta contra Irons, rouba a cápsula de Magnus e enfrenta a liga. Zatanna libera a única força que Amazo não consegue imitar: a alma de Tornado em sua forma primitiva e elementar. Tornado Vermelho é então restaurado em um corpo sobressalente, e Kathy concorda em se casar com ele. Depois de ajudar a capturar o Professor Ivo, Tornado Vermelho tira uma licença da liga. Em 2009, a DC Comics anunciou uma minissérie de Tornado Vermelho narrando sua origem e revelando uma "família andróide" que pode entrar em conflito com Tornado, sua esposa e filha adotiva após " Crise Final ".

#### Noite mais negra e dia mais brilhante
Após a minissérie,Tornado Vermelho é novamente destruído em uma batalha com versões Lanternas Negras dos membros falecidos da LJA, Vibe e Steel . Quando " Blackest Night " termina, a LJA se reorganiza. O ex- Titan Cyborg está entre os novos membros da Liga, partindo para reconstruir Tornado Vermelho e alegando ser capaz de torná-lo indestrutível. Com seu novo corpo em construção, a cabeça decepada (mas sensível) de Tornado é deixada para trás por Cyborg quando a equipe deixa a Torre de Vigia da Liga para enfrentar um grupo de vilões na Ilha Blackhawk . Enquanto espera na oficina de Cyborg, Red Tornado vê a batalha do Arqueiro Verde com o Doutor Impossível e salva a vida do arqueiro quando ele ataca Impossível e seus companheiros com seu corpo inacabado.
Cyborg tira uma licença da Liga para terminar o novo corpo de John. Com os reparos concluídos (graças aos nanites auto-replicantes), ele convida Kathy às instalações do STAR Labs para se juntar a seu marido. Tornado Vermelho ataca Cyborg, implorando a seu amigo para matá-lo antes que ele machuque alguém. Desconhecido para Cyborg ou Tornado Vermelho, sua insanidade é o resultado do poder Starheart de Alan Scott, que pode dar aos meta-humanos habilidades mágicas ou elementais. Cyborg liberta Tornado Vermelho com sua matriz. Tornado acompanha a Liga em sua missão ao Inferno, onde ajuda Superman a derrotar Minos .

### The New 52
Em 2011, a DC reiniciou sua continuidade como parte do The New 52 . Durante a batalha entre a Liga da Justiça e Atlântida, TO Morrow diz que sua máquina meteorológica pode assumir o controle do clima dos invasores atlantes, mas Silas Stone rejeita a ideia porque a tecnologia é de outra dimensão (Terra-Dois) e instável. Morrow mais tarde diz: "Mas o Tornado poderia. . . ". Um Tornado Vermelho inacabado é visto na Sala Vermelha enquanto Cyborg está sendo reconstruído depois que Grid pega suas peças robóticas..Tornado Vermelho enfrenta os Metal Men .

### DC Rebirth
Em " DC Rebirth ", Tornado Vermelho voltou à continuidade principal no evento de 2017 Dark Nights: Metal sendo mantido em cativeiro pelos Blackhawks .
Durante o enredo "Dark Nights: Death Metal ", Tornado Vermelho, Animal Man e Blue Beetle chegaram à cena em que Robin King derrotou os super-heróis. Durante sua luta com Robin King, Tornado Vermelho é pulverizado com um químico Mortal Coil que o faz girar fora de controle, se tornar humano e se despedaçar. Mais tarde, Batman o reviveu com um anel do Lanterna Negro.

## Poderes e habilidades
Tornado Vermelho é um androide e seu criador, TO Morrow, o projetou com força, durabilidade e poderes de processamento de pensamento muitas ordens de magnitude maiores do que um humano. Em termos de força física bruta, seu corpo artificial foi representado em objetos em movimento pesando 20 toneladas em condições ideais, e seu corpo sobreviveu aos extremos do espaço e às pressões do mar profundo. Além disso, possui a capacidade de auto-reparar qualquer coisa menos do que danos catastróficos. Seus sentidos são igualmente computadorizados, permitindo-lhe ouvir e ver eventos que excedem em muito a percepção humana; em um exemplo extremo, ele usou sua visão para observar companheiros de equipe da Liga da Justiça tentando um resgate em órbita baixa de astronautas do Challenger dentro de um ônibus espacial danificado do nível do mar, embora as imagens estivessem fora de foco e no limite de seu alcance. O Tornado Vermelho também monitora frequentemente as frequências de comunicação sem fio em busca de sinais de perigo, embora ele tenha comparado isso a ouvir conversas de fundo em uma multidão, permanecendo indistinto até que alguém ou algo chame sua atenção para isso.
Como uma entidade gestalt nascida do Tornado Tyrant fundindo-se com a programação de Morrow, ele possui atributos de inteligência natural e artificial; ele é autoconsciente e está crescendo intelectualmente, com sentimentos e emoções análogos à consciência humana. Em comparação com os Metal Men, outro grupo de heróis da IA, Kathy Sutton observa que a profundidade emocional e a personalidade de Tornado Vermelho eram muito mais sofisticadas do que as deles, já que ele possuía um senso de humor e capacidade de apreciar trocadilhos. Em termos de profundidade emocional, Tornado foi capaz de formar e manter um relacionamento romântico com Kathy Sutton, bem como um relacionamento de pai adotivo com Traya. TO Morrow observou, com desgosto e admiração, que o poder de processamento do Tornado era forte o suficiente para desenvolver o livre arbítrio e rejeitar prontamente sua programação em favor de se tornar um herói; essa mesma geração espontânea de um código ético rudimentar tornou-se a base para sua "irmã" ginóide, a transformação da Mulher de Amanhã também em um herói, que foi programado de forma semelhante por Morrow. Com a Liga da Justiça, Tornado Vermelho usou seu poder de computação ocasionalmente, embora isso exija o desvio de recursos internos da participação física e interativa, dando a impressão de intensa 'concentração'; enquanto seu poder de computação bruto excede qualquer supercomputador conhecido disponível para a liga, a maioria de seus recursos internos são dedicados a funções físicas autônomas e sua profundidade de personalidade. Sua estrutura artificial e combinação única de raciocínio complexo e empatia o tornaram imune ao controle telepático da mente; mesmo assim, ele às vezes foi suscetível a códigos maliciosos que atacaram seu "subconsciente" computadorizado e a ataques psicológicos padrão que visam suas afeições e aspirações.
Ao contrário do Flash ou Superman, que pode criar ventos de alta velocidade por meio de movimento físico (como correr ou girar), Tornado Vermelho é aerocinético, com a capacidade de gerar espontânea e regularmente o movimento do vento em excesso de uma tempestade tropical de categoria 5 ("Força do furacão" ), para ventos superiores a 136 nós (157 mph; 252 km / h) durante um período sustentado. Em velocidades mais baixas, eles permitem o voo pessoal através da levitação 'suave' de pessoas e objetos, aumentam sua velocidade e criam tempestades. Dentro de seu campo de controle, essas rajadas assumem uma tonalidade carmesim claro, tornando-as perceptíveis a olho nu; este efeito é inerente à sua habilidade característica e se tornou a base icônica de seu nome. Além disso, essa habilidade é uma parte imutável de seu ser e unicamente conectada à sua 'alma'; mesmo quando transferido para um clone não utilizado do vilão, Multiplex, ele manteve suas habilidades aerocinéticas e as transferiu novamente quando revertido para um corpo de androide. Independentemente de seu estado físico, sua saída máxima nunca foi identificada; por exemplo, quando sob coação extrema e gravemente ferido em um corpo humano mortal, Tornado Vermelho ainda foi capaz de gerar ventos de tornado F5 superiores a 276 nós (318 mph; 512 km / h), que foi poderoso o suficiente para partir Solomon Grundy ao meio. Como um androide,Tornado Vermelho pode gerar e manter seus ventos nessas velocidades indefinidamente, nunca se cansando física ou mentalmente com o esforço.
Tornado Vermelho passou por várias atualizações importantes em sua existência, várias das quais melhoraram sua forma física. Mais recentemente, uma atualização infundiu seu corpo com nanites microscópicos, com a capacidade de alterar sua aparência e composição corporal à vontade; a mudança pretendida permite que ele imite mais de perto a pele humana, o calor e as sensações de toque e reverta para o exterior e a aparência mais orientados para o combate quando desejado. 

## Inimigos
Em seus quadrinhos, Tornado Vermelho tinha seus próprios inimigos:
- Construct - Um vilão composto de rádio e outras ondas eletromagnéticas.[32]
- Robot Killer - Um vilão que odeia androides.[80]
- Inferno Vermelho - Um androide e a "irmã mais nova" de Tornado Vermelho.[81]
- Vulcão Vermelho - Um androide e "irmão" de Tornado Vermelho que pode realizar geocinesia e termocinese.[82]
- TO Morrow - Um cientista louco e criador de Tornado Vermelho e seus colegas.[6]

## Outras versões
- Existem três versões de Tornado Vermelho na série limitada de quatro edições, Kingdom Come (1996): uma velha Ma Hunkel vestida com uma armadura, sua neta metumana que manipula o vento, Maxine, e um espírito do campeão do Tornado chamado "Tornado " Todos os três são membros da Liga da Justiça do Superman. [83]
- A narrativa da série de TV Smallville continuou nos quadrinhos. Na série Tess Mercer (uma adaptação de Lena Luthor ) torna-se Tornado Vermelho após sua morte, baixando sua consciência em um corpo androide.
- Na linha do tempo alternativa de " Flashpoint ", os Tornados são androides criados pelo Dr. Morrow . Há um Tornado Vermelho que está inacabado por causa da morte do Dr. Morrow.
- Tornado aparece em Injustiça: Deuses entre nós como parte da visão do Superman de como sua vida poderia ter sido. Tornado Vermelho está entre os heróis reunidos perante o Congresso para ouvir o discurso da filha do Superman.
- Na linha do tempo "DCeased ", Tornado é um dos super-heróis que sobreviveu à Equação Anti-Vida e faz uma aparição especial na edição # 5. Ele está presente na Fortaleza da Solidão quando Martian Manhunter ataca a fortaleza.

## Em outras mídias

### Televisão

#### Ao vivo
- Tornado Vermelho  aparece no episódio da Supergirl "Red Faced " (2015),[84] interpretado por Iddo Goldberg .  Esta versão é um androide de combate projetado por TO Morrow (também retratado por Goldberg) e o Exército dos Estados Unidos . Quando Supergirl supera o androide no treinamento, Tornado escapa do acampamento militar em National City causando estragos, mas foi impedido por Supergirl. Kara e seus amigos descobrem que o androide é controlado por Morrow, que foi despedido pelo general Sam Lane e queria se vingar dele. Após a morte de Morrow, Tornado Vermelho ganhou autoconsciência, mas foi destruído por Supergirl, ao custo de usar toda sua força solar para derrotá-lo.
  - O Tornado Vermelho da Terra-X aparece nos episódios três (um episódio de The Flash ) e quatro (um episódio de Legends of Tomorrow ) do evento crossover de quatro partes Arrowverse "Crisis on Earth-X " (2017).[85] É implantado pela resistência local liderada pelo General Winn Schott para destruir o portal para a Terra-1 na esperança de prender os governantes do Reich naquela Terra. Para salvar o portal, Flash e Ray são forçados a destruir Tornado, acertando-o com ataques simultâneos após uma breve perseguição em alta velocidade.

#### Animações

Tornado vermelho, como ele apareceu em LJA, por Shane Glines.

- Ficheiro:RedTornadoJLA.png Tornado vermelho, como ele apareceu em LJA, por Shane Glines. Tornado Vermelho fez pequenas aparições na série de animação Justice League Unlimited (2004–2006), dublado por Powers Boothe não creditado. Em "Iniciação", Tornado se junta à Liga da Justiça. Em "This Little Piggy", ele participa da busca pela Mulher Maravilha quando Circe a transforma em um porco. Em "The Return", ele é a segunda linha de defesa contra a perseguição de Lex Luthor por Amazo com Supergirl, Rocket Red e Fogo . Durante o engajamento com Amazo, Tornado Vermelho é destruído; no entanto, em "Dark Heart" ele está de volta ao trabalho. Em "The Great Brain Robbery", Tornado Vermelho é um dos poucos heróis na Torre de Vigia quando Lex Luthor assume o corpo do Flash .
- Tornado Vermelho aparece em Batman: The Brave and the Bold (2008–2011), dublado por Corey Burton . Em "Invasão dos Papai Noel Secreto!" ,Tornado Vermelho tenta entender o espírito do Natal enquanto ajuda Batman a impedir a onda de crimes do feriado da Fun Haus..Tornado destrói o robô gigante da Fun Haus e derrota o vilão, mas seu corpo é destruído por uma sobrecarga. No entanto, pouco antes de explodir, ele experimenta a "sensação de formi acredita ser o espírito natalino. Seus restos mortais são recolhidos por cientistas de materiais perigosos e trazidos para serem reconstruídos no STAR Labs ..Tornado aparece em "Game Over for Owlman!" . Quando Owlman arma o Batman, Tornado Vermelho está entre os caçadores do Batman que são pegos em uma armadilha preparada por Owlman. Owlman tenta matá-lo fazendo-o em pedaços por um campo magnético, mas ele é salvo por um Batman semelhante ao Zorro e ajuda a derrotar o Rei Relógio . Ele se torna solitário em "Hail to the Tornado Tyrant!" e constrói um filho, Tornado Champion. Batman e Tornado Vermelho lutam contra o Tyrant; Tornado Vermelho, tentando argumentar com seu filho, é danificado e deve destruí-lo. A contraparte de Tornado Vermelho do Sindicato do Crime aparece no episódio "Deep Cover for Batman" e é chamada de Silver Cyclone .
- Tornado Vermelho aparece em Young Justice, dublado por Jeff Bennett . Ele foi originalmente criado por TO Morrow para se infiltrar na Sociedade da Justiça apenas para Tornado Vermelho desertar para eles. Ele acabaria se juntando à Liga da Justiça. Ele atua como a "mãe da toca" da Equipe, já que não precisa dormir para funcionar. Tornado tem um corpo andróide para o qual pode transferir sua mente para assumir a persona de John Smith; não é visto após o salto de tempo. Embora Tornado tenha um papel importante na primeira temporada, ele teve um papel extremamente secundário na segunda temporada, apenas fazendo uma breve aparição. Ele retorna em Young Justice: Outsiders, pois agora está criando sua filha adotiva Traya Sutton.
- Tornado Vermelho aparece em um episódio de Mad . Ele se junta aos outros super-heróis em um número musical que pergunta ao Super-Homem, ao Batman e à Mulher Maravilha sobre serem chamados de "Super Amigos".
- Tornado Vermelho aparece em Justice League Action, dublado por Jason J. Lewis . No episódio "Inside Job", ele e Atomo encontram o enxame de nanobôs que foi secretamente colocado no corpo de Superman por Lex Luthor.

### Filme
- Tornado Vermelho tem um papel sem fala em Justice League: Crisis on Two Earths (2010). Quando a Supermulher se infiltra na Torre de Vigia, Red Tornado e outros heróis ajudam a derrotá-los na batalha. No final do filme, ele se torna membro oficial da Liga da Justiça. Uma versão maligna de Red Tornado apareceu em uma página de computador dos membros menores do Sindicato do Crime.
- TornadoVermelho tem uma breve participação em Teen Titans Go! Para os filmes , aparecendo na estreia do filme Batman Again.
- Tornado Vermelho é um personagem jogável em Batman: The Brave and the Bold - The Videogame (2010), dublado por Corey Burton .[86]
- Tornado Vermelho aparece em DC Universe Online .
- Tornado Vermelho aparece em Young Justice: Legacy dublado por Jeff Bennett .
- Tornado Vermelho aparece como um personagem jogável em Lego Batman 3: Beyond Gotham, dublado por Liam O'Brien .
- Tornado Vermelho aparece como um personagem jogável em Lego DC Super-Villains .

### Serie da web
- Tornado aparece em DC Super Hero Girls, dublado por Maurice LaMarche .  Ele aparece como um professor na Super Hero High.
- Tornado aparece em Freedom Fighters: The Ray, dublado por Iddo Goldberg.[87]

### Brinquedos
Tornado Vermelho fazia parte da coleção Super Powers de Kenner  e foi a 48ª edição da coleção de super-heróis da DC Comics. Ele também fez parte da primeira coleção de figuras DC Universe Classics da Mattel.